# (551) Ортруд
(551) Ортруд (нем. Ortrud) — астероид главного пояса, который принадлежит к спектральному классу C. Он был открыт 16 ноября 1904 года немецким астрономом Максом Вольфом в Обсерватории Хайдельберг-Кёнигштуль и назван в честь Ортруды, героини оперы «Лоэнгрин» Рихарда Вагнера.